# Saint-Germain-de-Marencennes
Saint-Germain-de-Marencennes is een plaats en voormalige gemeente in het Franse departement Charente-Maritime in de regio Nouvelle-Aquitaine en telt 1105 inwoners (2005). De plaats maakt deel uit van het arrondissement Rochefort.

## Geschiedenis
Op 1 maart 2018 fuseerde de gemeente met Péré tot de commune nouvelle Saint-Pierre-la-Noue.

## Geografie
De oppervlakte van Saint-Germain-de-Marencennes bedraagt 16,3 km², de bevolkingsdichtheid is 67,8 inwoners per km².
De onderstaande kaart toont de ligging van Saint-Germain-de-Marencennes met de belangrijkste infrastructuur en aangrenzende gemeenten.

## Demografie
Onderstaande figuur toont het verloop van het inwonertal.